# 辛国神社
辛国神社（からくにじんじゃ）は、大阪府藤井寺市にある神社。式内社で、旧社格は村社。

## 祭神
主殿
- 饒速日命（ニギハヤヒノミコト）
- 天児屋根命（アメノコヤネノミコト）
- 素盞鳴命（スサノオノミコト）

相殿
- 市杵島姫命（イチキシマヒメノミコト）
- 品陀別命（ホンダワケノミコト）

## 歴史
「辛国」という名称は、かつてこの地を治めていた物部氏の一支族であり、役小角の弟子であり呪術者の韓国広足を輩出した辛国連に由来している。創建は不詳であるが、日本書紀の雄略天皇13年3月条に「餌香長野邑を物部大連に賜う」とあることから、その頃に領地を賜った物部氏が祖先である饒速日命を祀ったことから始まり、辛国連が祭祀を司ったものと考えられる。日本三代実録には貞観9年（867年）9月26日に官社に列せられたという記述があり、延喜式神名帳では官幣小社に列している。この時代には恵美坂の西南にあったようである。
中世に入り、河内守護である畠山基国が社領200石を寄進し、現在の地へ社殿を造営すると同時に奈良の春日大社に祀られている天児屋根命を合祀したことから、近世にかけて「春日社」と称すようになった。大乗院寺社雑事記の長禄2年（1458年）7月1日条には神主職は岡村入道及びその先祖が代々興福寺から補任されており、神主が岡村庄の検断権を持っていたという記述がある。
明治に入ると現在の「辛国神社」に改称され、1872年（明治5年）に村社に列せられる。1907年（明治40年）に野中村にあった村社野中神社、翌年には葛井寺内にあった藤井寺村字長野の村社長野神社を合祀する。これによって長野神社の祭神であった素盞鳴命も合祀された。その後、野中神社は1950年（昭和25年）に野中宮山古墳の後円部頂上に復社されている。

## 境内

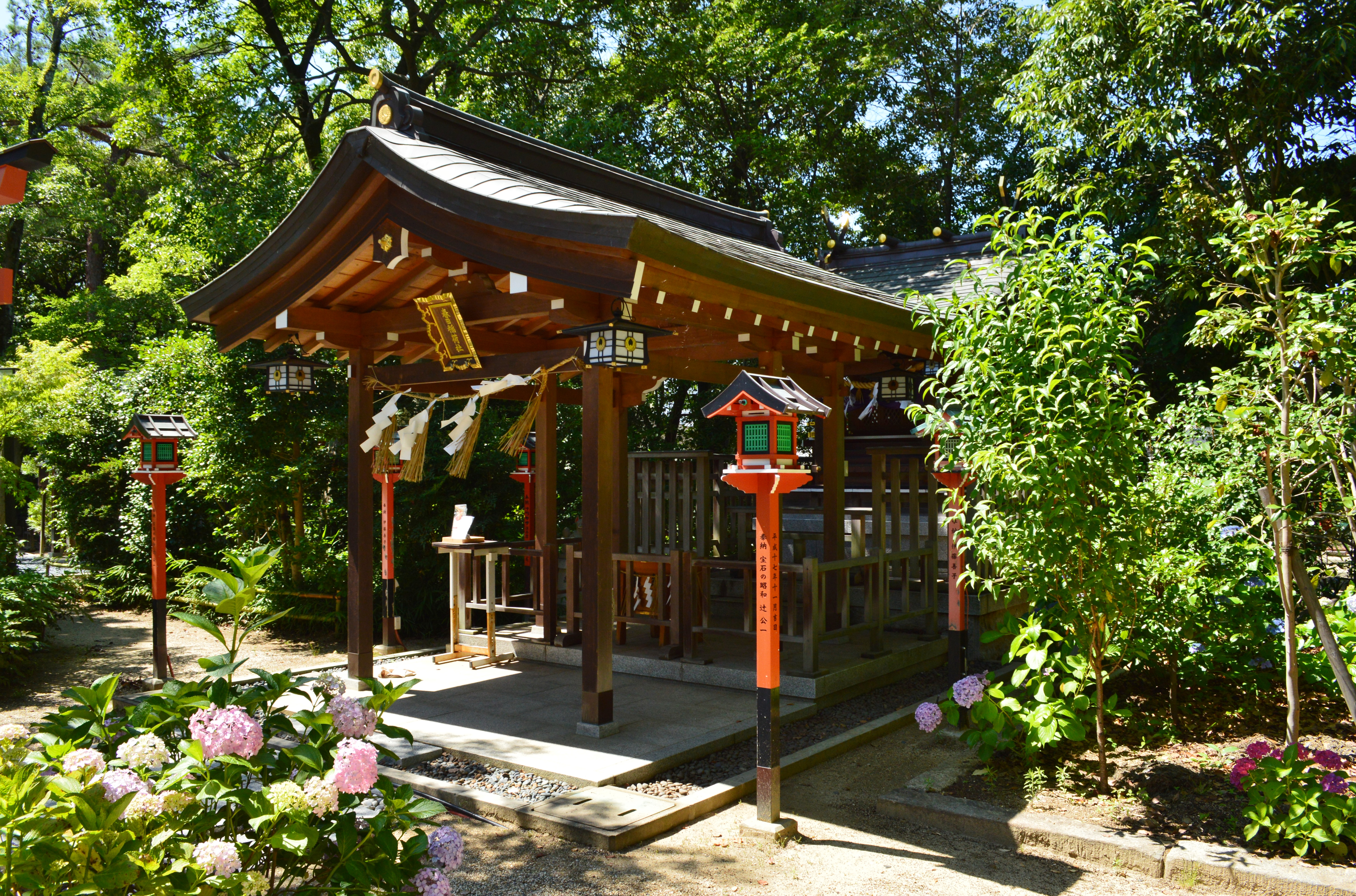
春日稲荷神社

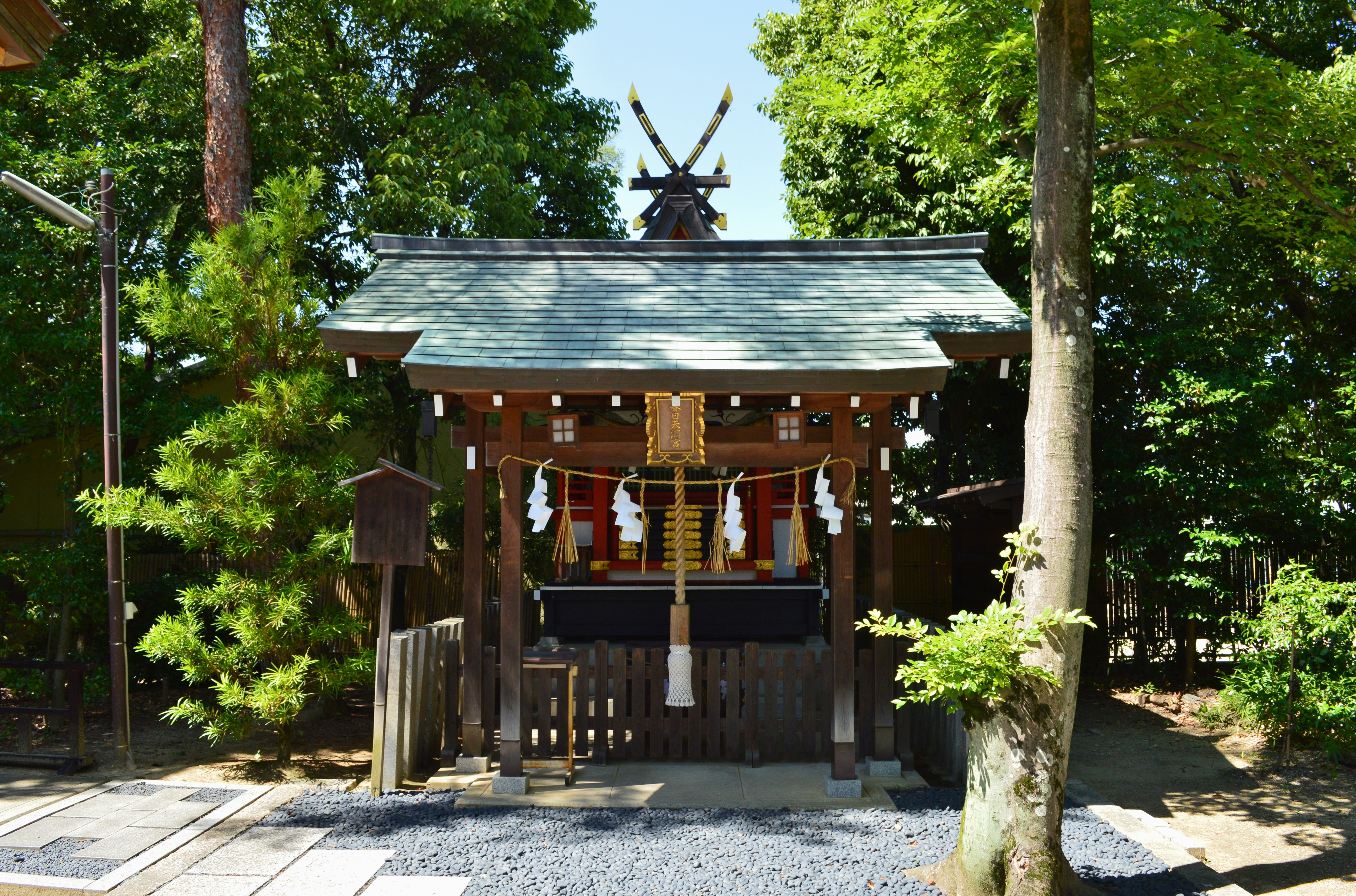
春日天満宮

境内から入って深い緑に覆われた長い参道は1989年（平成元年）に「大阪みどりの百選」に選ばれている。また、参道には合祀された「長野神社」と彫られた鳥居があり、これは長野神社より移設されたものである。
- 本殿
- 拝殿
- 春日天満宮 - 祭神：菅原道真
- 春日稲荷神社 - 祭神：宇迦之御魂大神
- 社務所
- 伊勢神宮遥拝所

## 祭事
- 歳旦祭（1月1日）
- 節分祭（節分の日）
- 春日稲荷祭（春分の日）
- 水無月の大祓式（6月30日）
- 夏祭（7月17日）
- 御例祭（10月17日）
- 月次祭（毎月1日）

## 現地情報
所在地
- 大阪府藤井寺市藤井寺1-19-14

交通アクセス
- 最寄駅：近鉄南大阪線藤井寺駅下車後、徒歩約8分（南東へ約600m）